# Осака
О́сака (яп. 大阪市 О:сака-сио файле) — третий по населению город Японии, который находится в южной части острова Хонсю, близ устья реки Йодо в заливе Осака. Центр одноимённой префектуры. С 1956 года имеет статус города, определённого указом правительства.
Площадь города составляет 223,00 км², население — 2 685 481 человек (1 августа 2014), плотность населения — 12 042,52 чел./км². Осака, являясь третьим по населению городом Японии, считается третьим по безопасности городом на Земле (после Токио и Сингапура).

## География

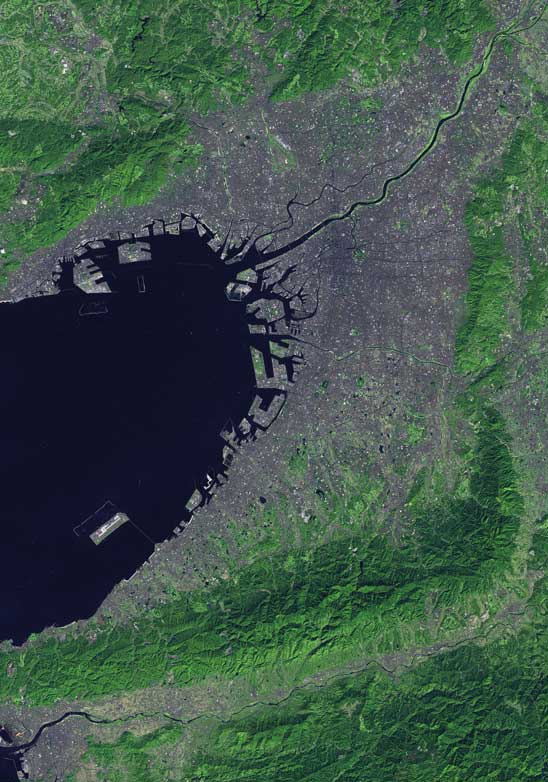
Осакский залив и река Йодо из космоса

Осака расположена в западной части префектуры Осака, в центре острова Хонсю. Город имеет выход к Внутреннему Японскому морю. Рельеф Осаки равнинный. Самая высокая точка — гора Новая Цуруми в районе Цуруми, высотой 37,5 м. Самая низкая точка — местность Яматода в районе Ниси-Ёдогава, она расположена на отметке −2,21 ниже уровня моря.
Осака раскинулась на двух плато и аллювиальной равнине. Плато лежат восточнее центра города. Крупнейшее из них — Уэмати, плато раннего плейстоцена, длиной 12 км. Оно простирается с севера на юг, от района замка Осака к святилищу Сумиёси. Второе плато, Абико, поменьше размером и сформировалось в позднем плейстоцене. Оно имеет длину 8 км и простирается с востока на юг, от кургана Кацуяма до реки Ямато.
Осакская аллювиальная равнина образовалась вследствие накопления осадков в дельте рек Йодо и Ямато, которые впадают в Осакский залив Внутреннего Японского моря. Эта равнина занимает большую часть города. Река Йодо является главной водной артерией Осаки и течёт в северной части. В устье она разделяется на несколько рукавов, образующих дельту, — реки Кандзаки, Темма, Нэя, Додзима, Тоса-Хорикава, Адзи, Сиринаси, Кидзу. В раннем новом времени горожане связали эти рукава многочисленными каналами, из-за чего Осаку называли «Водяной столицей». Реки способствовали развитию городской торговли и транспорта, но неоднократно становились причиной наводнений. Они прекратились после постройки в 1909 году дренажного канала — реки Новая Йодо. Вторая по размеру река города — Ямато — течёт на юге Осаки и выполняет роль её южной границы. Исторически река Ямато сливалась вместе с Йодо на севере города, однако в 1704 году её русло изменили для профилактики наводнений. Грунт дельты рек Йодо и Ямато состоит из слабого песка и мягкой глины. На Осакской равнине грунтовые воды находятся на глубине 50-1000 м. Рытьё колодцев и их добыча привели к 1950-м годам к падению их уровня на более чем 30 м, проседанию грунта и обвалам. Ситуация стала выправляться с введением ограничений на использование подземных вод в 1960-е годы.
Осака относится к климатической зоне Внутреннего Японского моря. Климат в городе влажный субтропический. Средняя годовая температура в Осаке составляет +16,9 °C. Лето обычно жаркое, а зима относительно тёплая. Снег выпадает очень редко. Среднее годовое атмосферное давление составляет 1005,2 гПа. Количество осадков — 1279,0 мм. Наиболее дождевым временем года является лето и начало осени. В городе дует преимущественно западный или северо-восточный ветер. Его средняя годовая скорость — 2,6 м/с. Ветер часто приносит в Осаку дым с набережного промышленного района и северного промышленного района Ёдогава, что влечёт загрязнение воздуха и смог. Данные за период 1981—2010.
| Показатель                                     | Янв. | Фев. | Март | Апр. | Май  | Июнь | Июль | Авг. | Сен. | Окт. | Нояб. | Дек. | Год  |
| ---------------------------------------------- | ---- | ---- | ---- | ---- | ---- | ---- | ---- | ---- | ---- | ---- | ----- | ---- | ---- |
| Средний максимум, °C                           | 9,5  | 10,2 | 13,7 | 19,9 | 24,5 | 27,8 | 31,6 | 33,4 | 29,3 | 23,3 | 17,6  | 12,3 | 21,1 |
| Средняя температура, °C                        | 6,0  | 6,3  | 9,4  | 15,1 | 19,7 | 23,5 | 27,4 | 28,8 | 25,0 | 19,0 | 13,6  | 8,6  | 16,9 |
| Средний минимум, °C                            | 2,8  | 2,9  | 5,6  | 10,7 | 15,6 | 20,0 | 24,3 | 25,4 | 21,7 | 15,5 | 9,9   | 5,1  | 13,3 |
| Норма осадков, мм                              | 45   | 62   | 104  | 104  | 146  | 185  | 157  | 91   | 161  | 112  | 69    | 44   | 1279 |
| Источник: Японское метеорологическое агентство |      |      |      |      |      |      |      |      |      |      |       |      |      |

## История

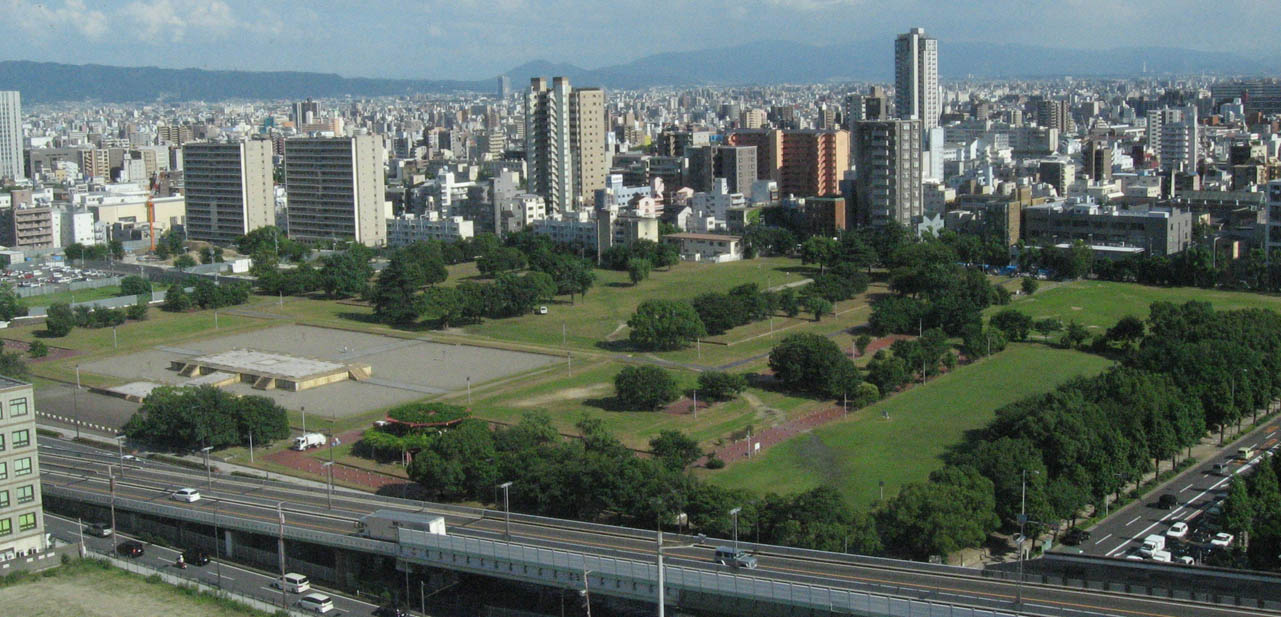
Место расположения дворца Нанива

Современная местность, на которой находится город Осака, издавна называлась «Нанива» (яп. 難波, 浪華, 浪花). Это название сохранилось в именах центральных районов города — Нанива и Намба. В правление императора Котоку (596—654) в Наниве находился императорский дворец, а само место было столицей Японии. Оно располагалось на пересечении важных торговых путей: морского по Внутреннему Японскому морю в западные земли страны и материка, и сухопутного, который вёл в земли региона Канто через современный Киото.

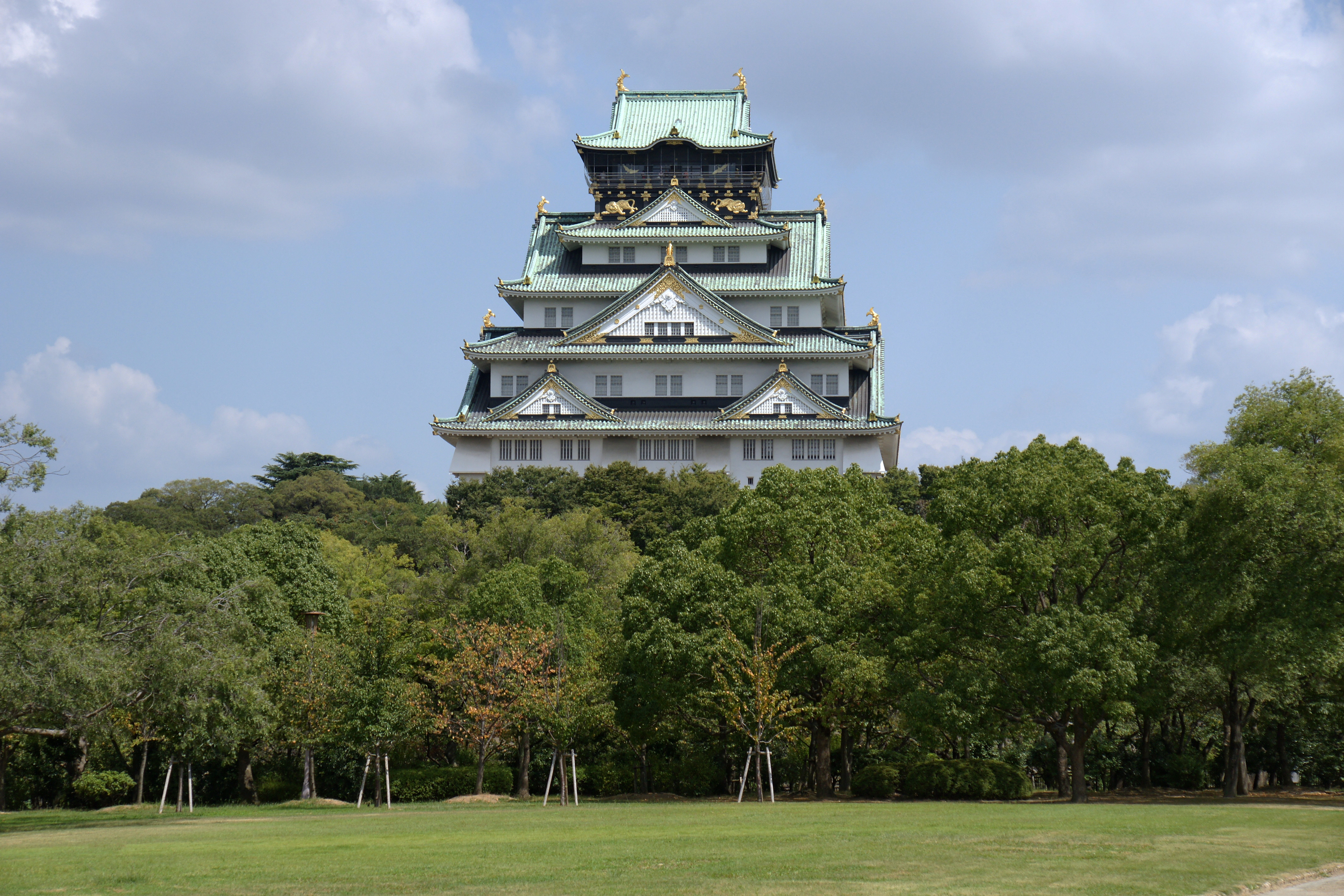
Главная башня осакского замка (реставрация)

Согласно первым японским историческим хроникам «Кодзики» и «Нихон сёки», именно в районе современной Осаки в 663 году до н. э. возле дельты реки Йодо, высадились первые завоеватели Ямато, которые сломили сопротивление туземных племён и основали в соседней провинции государство Ямато — первое японское государственное образование. Через тысячелетие, в 638 году, император Тэмму основал в местности Нанива город. В VII—VIII веках оно становилось резиденцией нескольких императоров, а значит — столицей страны. В начале VIII века центр государства был перенесён в город Нара, однако Нанива оставалась крупнейшим коммерческим городом и международным портом Японии. Однако в средневековье развитие города почти остановилось, что привело к его упадку в начале XV века.
В 1496 году в районе современной Осаки, на руинах древних императорских дворцов, был построен монастырь Исияма Хонган-дзи, который стал центром секты Дзёдо-синсю. Вокруг монастыря возник город, который с тех пор получил название Осака (яп. 小坂, «Малый спуск»), которое впоследствии превратится в современное О:сака (яп. 大坂, 大阪, «Большой спуск»). В 1580 году монастырь и город были разрушены войной между буддистскими сектантами и Одой Нобунагой, однако за четыре года на их месте появился новый замок и город, который построил преемник Нобунаги, Тоётоми Хидэёси.

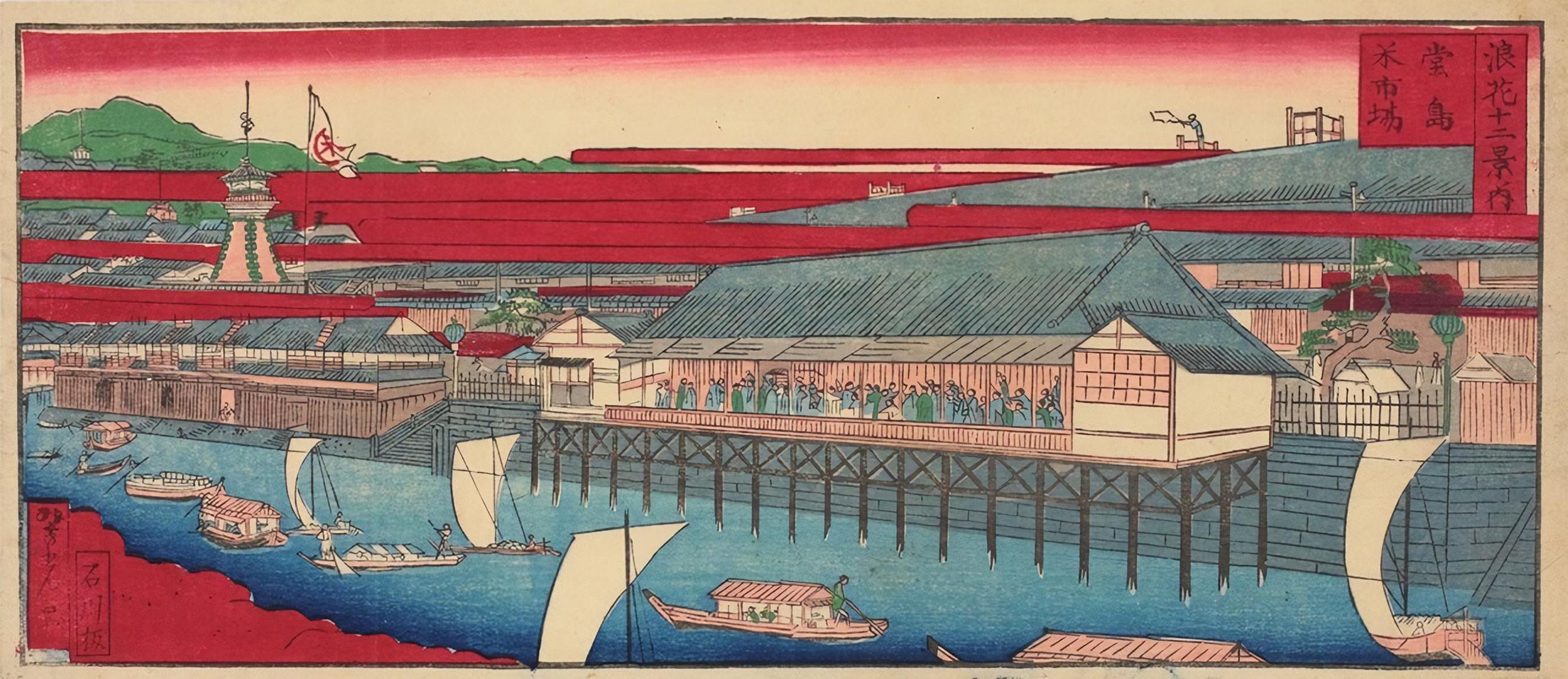
Рисовая биржа Додзима

В XVII—XIX веках Осака была главным торговым центром страны. В противовес другим городам Японии, в которых жили преимущественно самураи и тёнин (мещане), в Осаке проживали преимущественно купцы. В Осаке продавался рис, отправленный даймё в качестве налога бакуфу, а также рис, полученный даймё от крестьян в их владениях, который даймё продавали, чтобы получить деньги. Рис из Тохоку и Хокурикудо, а позднее с Хоккайдо переправляли морским путём в Осаку. Склады торговцев рисом занимали всю северную часть города. Взамен доставленного на эти склады риса даймё получали специальные купоны, которые в любое время могли продать. Также выпускались такие купоны в счёт будущего урожая (аналог фьючерсов). Возник организованный рынок таких купонов, известный как рисовая биржа Додзима. В XVIII веке наиболее влиятельный торговец рисом Мунэхиса Хомма стал финансовым советником правительства.
Город превратился во «всеяпонский банк», кредиторами которого были почти все сёгуны страны и владельцы провинций. Торговля способствовала расцвету искусства, в частности гравюр укиё-э и театра для простолюдинов кабуки и бунраку.
В XIX—XX веке Осака была важным центром военной промышленности, из-за чего пострадала от американских бомбардировок во время Второй мировой войны.
Осака получила статус города 1 апреля 1889 года. Император Мэйдзи предоставил ей своим рескриптом статус города, определённого указом правительства 1 октября 1911 года. В послевоенной Японии этот статус был утверждён правительственным указом 1 сентября 1956 года.

## Экономика
Предприятия Осаки (2009)
 Торговля (27,1 %) Гостиницы, рестораны (15,1 %) Заводы, фабрики (10,8 %) Недвижимость, банки (9,1 %) Сервис, прочее (37,8 %)
Доходы Осаки за 2009 год составили 20 848 700 млн иен, а расходы — 20 841 100 млн иен. Общий доход всех жителей города составил 800 400 млн иен.

### Первичный сектор
По состоянию на 1 декабря 2010 года в Осаке существовало 468 сельских хозяйств. Площадь пахотных земель составляла 8227 га. По состоянию на 2008 год в городе работало 67 предприятий, которые занимались ловлей и переработкой морских продуктов.

### Вторичный сектор
По состоянию на 2009 год в Осаке было зарегистрировано 209 636 предприятий, на которых было занято 2 454 646 человек. В 2010 году в городе насчитывалось 6873 промышленных предприятий и заводов, где работало 128 897 чел. Прибыль этих предприятий вторичного сектора составила около 3 566 885 млн иен.

### Третичный сектор
По состоянию на 1 июня 2007 года в Осаке работало 21 675 предприятий оптовой торговли, где было занято 283 346 человек. Эти предприятия продали за год товаров на сумму 42 752 623 млн иен. Количество предприятий, работавших в сфере розничной торговли, составляло 31 521. В них было задействовано 197 855 человек. Сумма годовых продаж этих предприятий составляла 4 547 883 млн иен.

### Транспорт

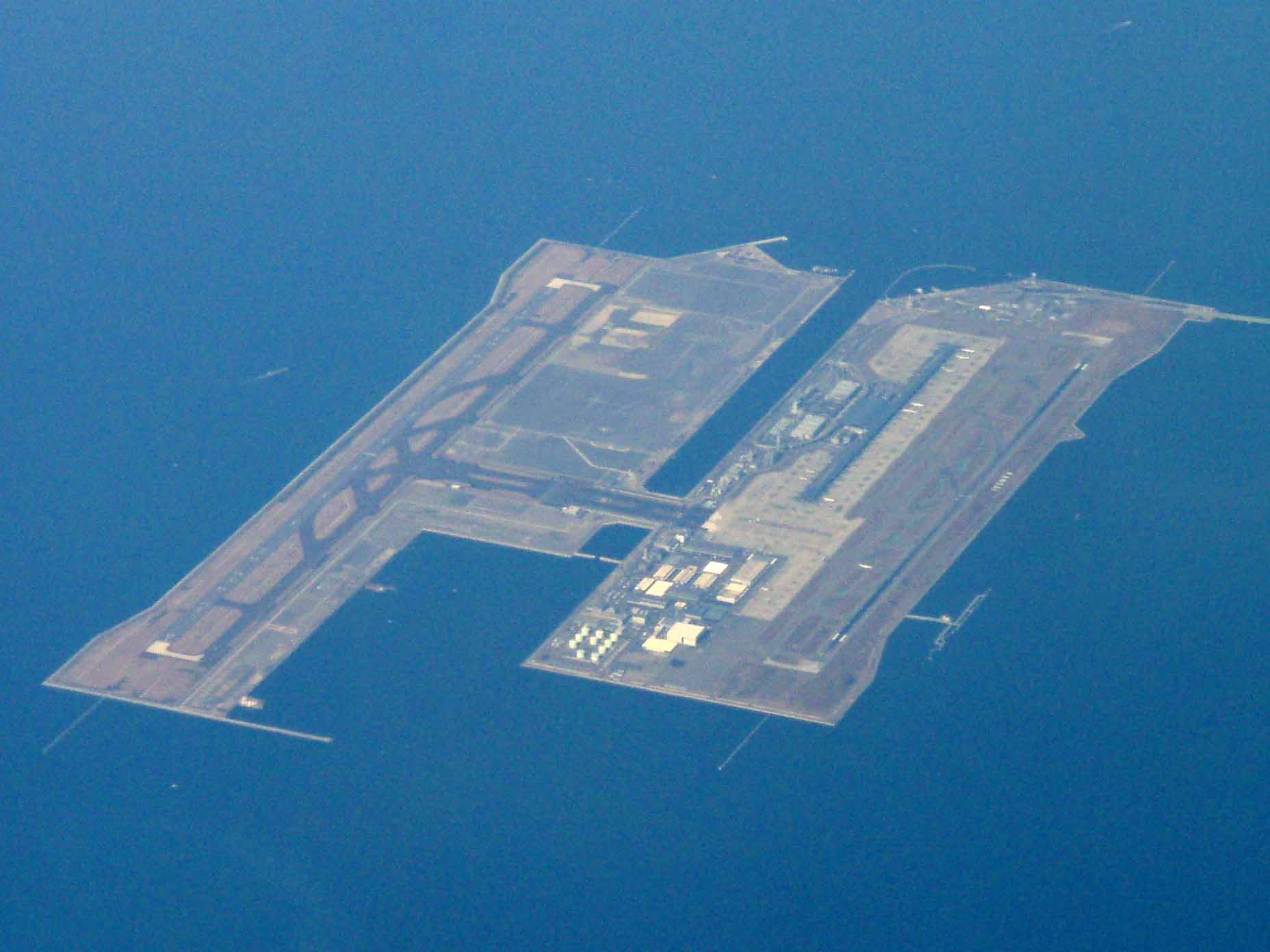
Международный аэропорт Кансай

Осака обслуживается 2 аэропортами. Международный аэропорт Кансай принимает большую часть регулярных международных рейсов, часть внутренних и большинство грузовых. Аэропорт расположен на искусственном острове в заливе Осаки. Международный аэропорт Осака в большей степени принимает внутренние рейсы.
В городе действует метрополитен, обслуживающий более 912 млн пассажиров в год, что делает его одним из крупнейших в мире. Осаку опутывает разветвлённая сеть автомобильных дорог и шоссе. Одно из них, Шоссе Икэда, проходит прямо через здание Gate Tower Building.
Автобусные перевозки в городе осуществляет как муниципальное предприятие, Осакское муниципальное транспортное бюро, так и группа частных компаний.
В Осаке имеются станции пригородного железнодорожного транспорта и междугороднего (Синкансэн).

## Население
По данным переписи 2005 года, население Осаки составляет 2 628 811 человек; прирост за период с 2000 по 2005 годы составил при этом 1,2 %. Плотность населения составляет 11 836 чел./км². После Великого землетрясения Канто город испытывал массовую иммиграцию, в 1930 году население Осаки составляло 2 453 573 человека, что превышало на тот момент даже население Токио (2 070 913 человек). Пик населения — 3 252 340 человек, пришёлся на 1940 год. В последние десятилетия значительная часть населения предпочла переехать в пригороды.
В Осаке проживает одна из крупнейших корейских общин в Японии. Население города говорит главным образом на кансайском диалекте японского языка.
Население города составляет 2 685 481 человек (1 августа 2014), а плотность — 12 042,52 чел./км². Изменение численности населения с 1980 по 2005 годы:
| 1980 | 2 648 180 чел. |  |
| 1985 | 2 636 249 чел. |  |
| 1990 | 2 623 801 чел. |  |
| 1995 | 2 602 421 чел. |  |
| 2000 | 2 598 774 чел. |  |
| 2005 | 2 628 811 чел. |  |

### Образование
Количество образовательных учреждений на 1 мая 2011 года.
- Детсады: 204
- Начальные школы: 306
- Младшие средние школы: 154
- Старшие средние школы: 94
- Спецшколы: 13
- Колледжи: 8
- Университеты: 11

### Здравоохранение
Количество медицинских учреждений на 1 октября 2009 года.
- Больницы: 189
- Медпункты, клиники, стоматологические кабинеты и т. д.: 5562
- Количество врачей: 12 124 человек (включая тех, кто работает на полставки)
- Количество мест в больницах: 34 323

## Культура

### Музеи и исторические памятники
- Замок в Осаке
- Национальный музей искусств
- Музей восточной керамики
- Исторический музей

#### Театры
- Национальный театр бунраку — один из крупнейших в стране кукольный театр традиционного жанра Бунраку.
- Осака Сётику-дза (яп. 大阪松竹座) — театр кабуки, ставит также комедии жанра Мандзай.
- Син Кабуки-дза (яп.  新歌舞伎座) — новый театр кабуки, специализируется на драмах и представлениях жанра энка.

#### Наиболее известные буддийские храмы
- Иссин-дзи (яп. 一心寺) — храм школы Дзёдо-сю, в котором помещены статуи Амитабха, созданные из пепла сотен тысяч умерших и скреплённые смолой.
- Ситэнно-дзи (яп. 四天王寺) — храм школы Тэндай, один из самых старых японских храмов, основанный принцем Сётоку.

#### Синтоистские храмы
- Сумиёси-тайся (яп. 住吉大社) — главное святилище бога Сумиёси.
- Тэмман-гу (яп. 大阪天満宮) — синтоистское святилище, основанное в 949 году.

## Административное устройство

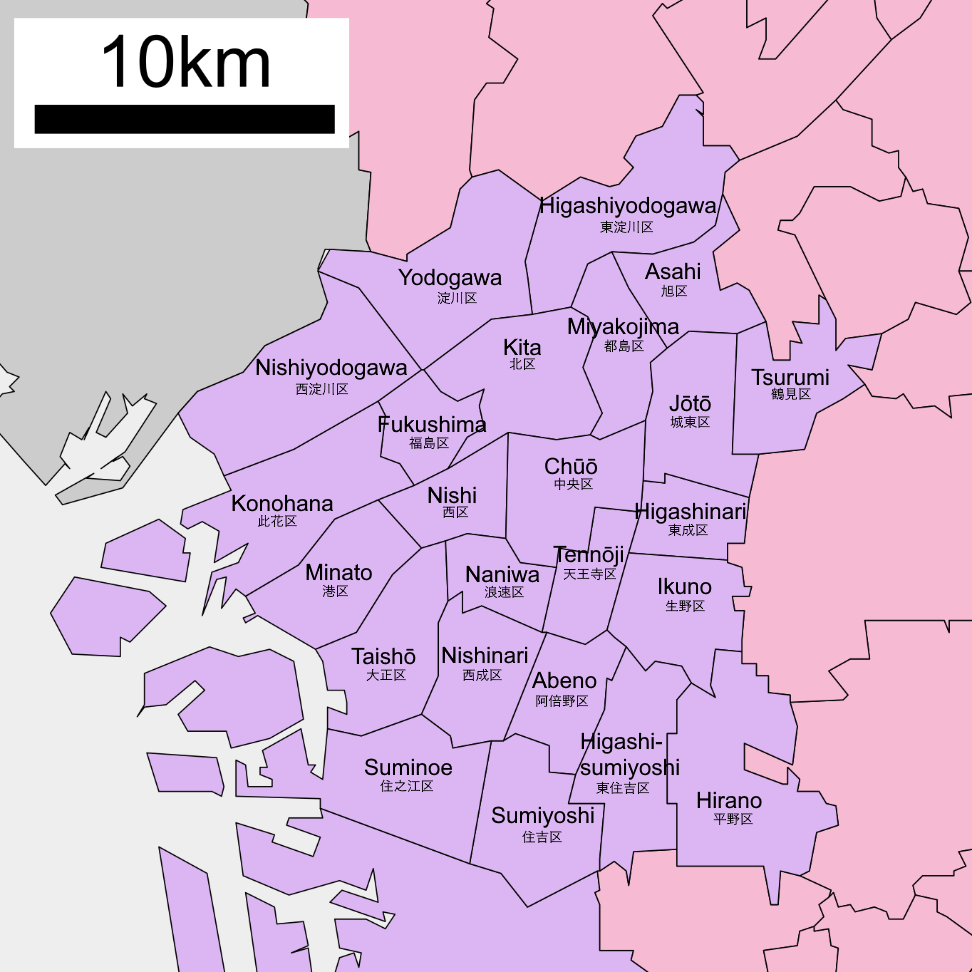
Районы Осаки

Осака разделена на 24 района ку (яп. 区).
| * Абэно-ку                         | * Минато-ку      |
| * Асахи-ку                         | * Миякодзима-ку  |
| * Тюо-ку                           | * Нанива-ку      |
| * Фукусима-ку                      | * Ниси-ку        |
| * Хигасинари-ку                    | * Нисинари-ку    |
| * Хигасисумиёси-ку                 | * Нисиёдогава-ку |
| * Хигасиёодогава-ку                | * Суминоэ-ку     |
| * Хирано-ку                        | * Сумиёси-ку     |
| * Икуно-ку                         | * Тайсё-ку       |
| * Дзёто-ку                         | * Тэннодзи-ку    |
| * Кита-ку — административный центр | * Цуруми-ку      |
| * Конохана-ку                      | * Ёдогава-ку     |

## Спорт
Футбольный клуб «Сересо Осака» выступает в Джей-Лиге. Он смог остаться в Джей-Лиге на сезон 2013. Другой клуб, «Гамба Осака», — один из самых успешных в Азии. По итогам сезона-2012 он занял 17 место и вылетел в первый дивизион.

## Виды города

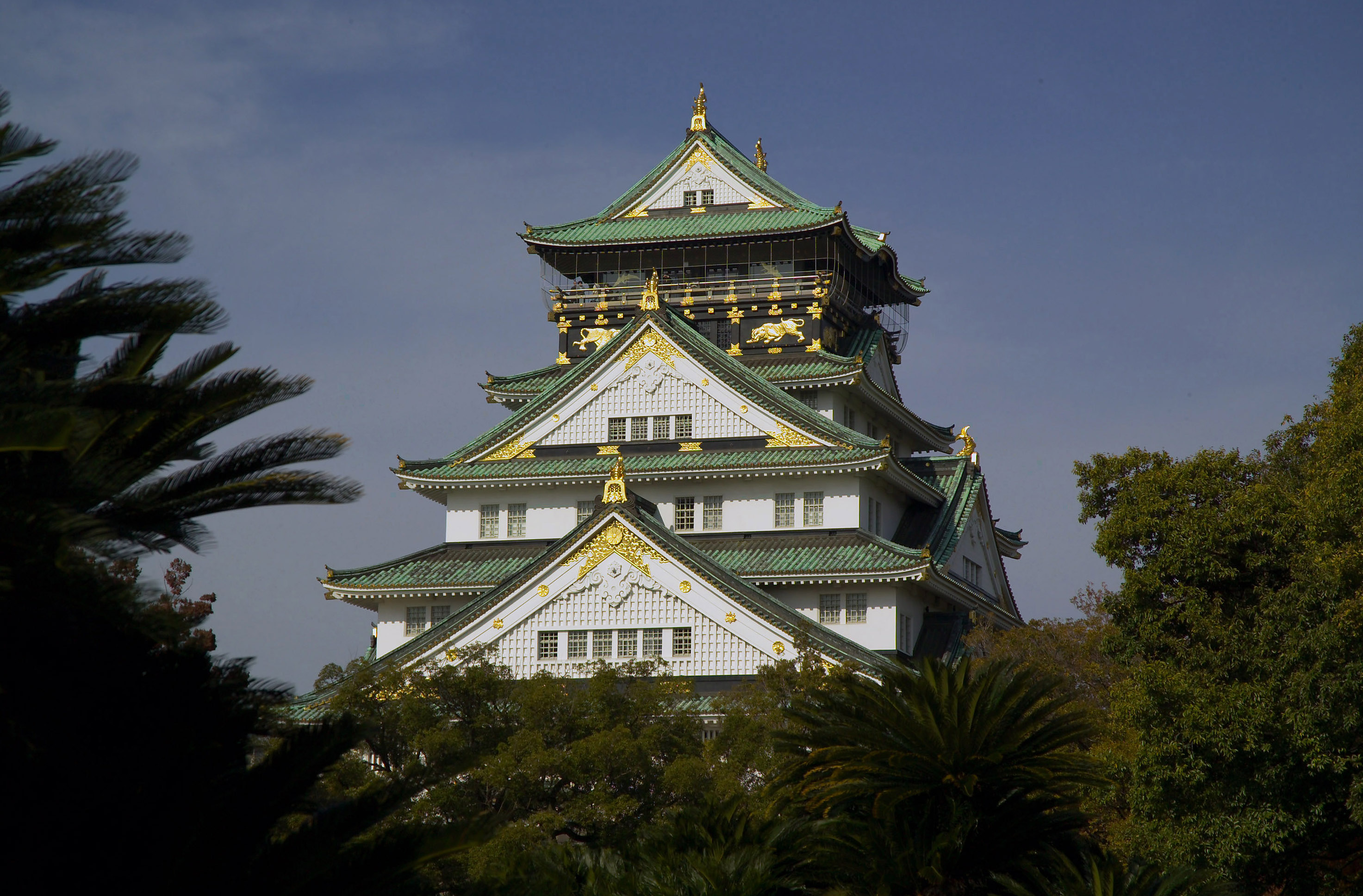
Замок в Осаке
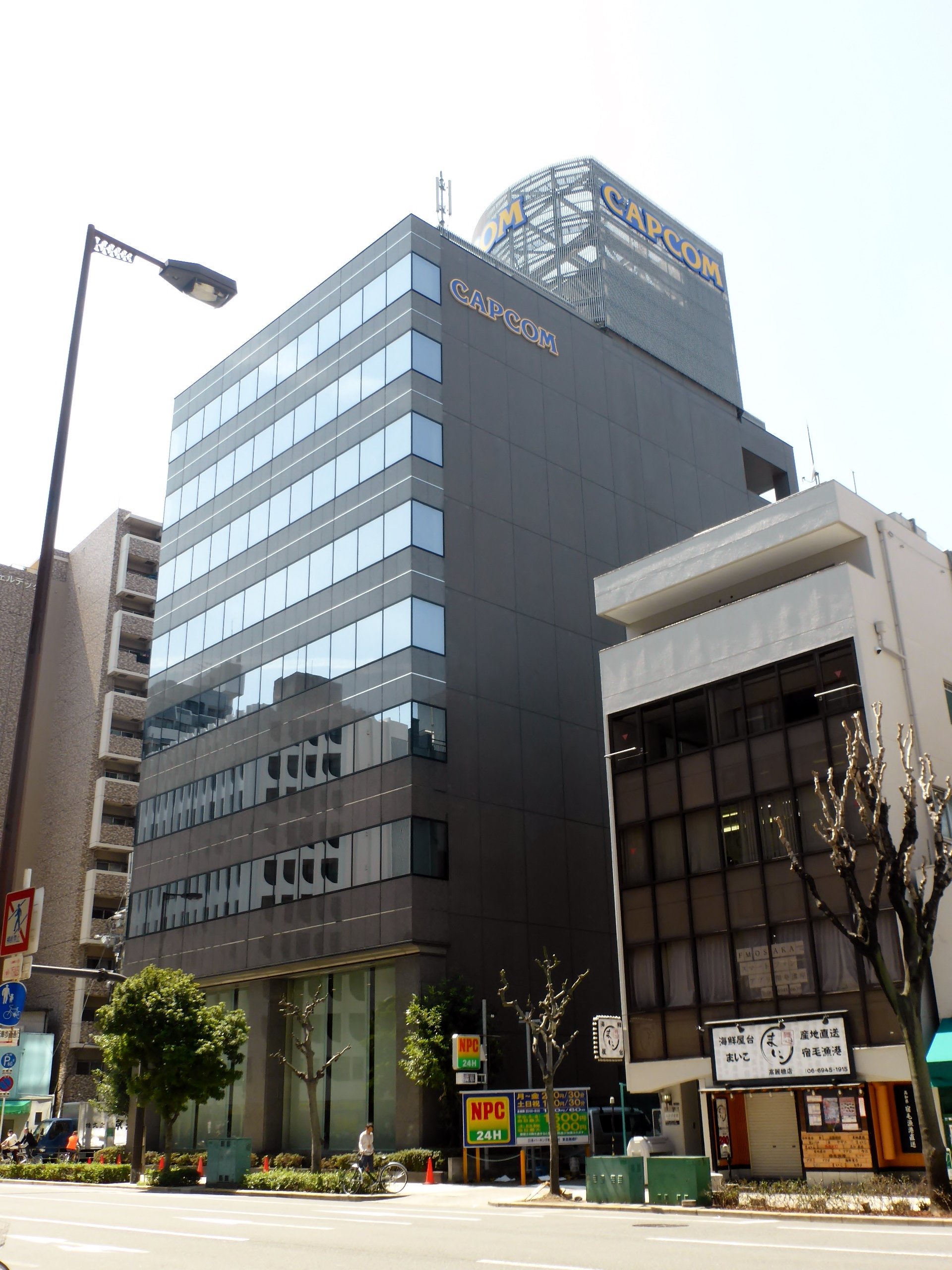
Capcom, Осака
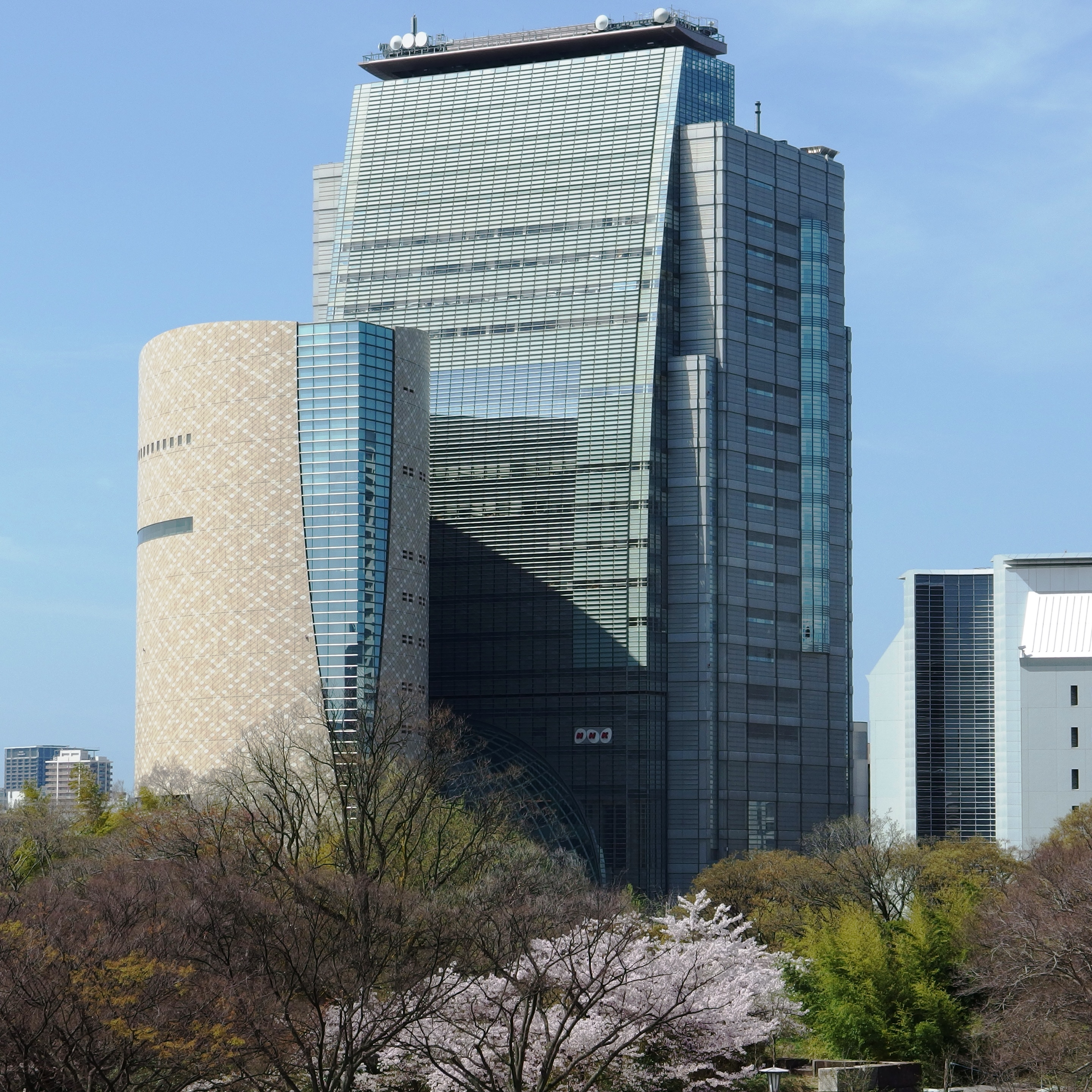
NHK-Осака, район Тюо, Осака
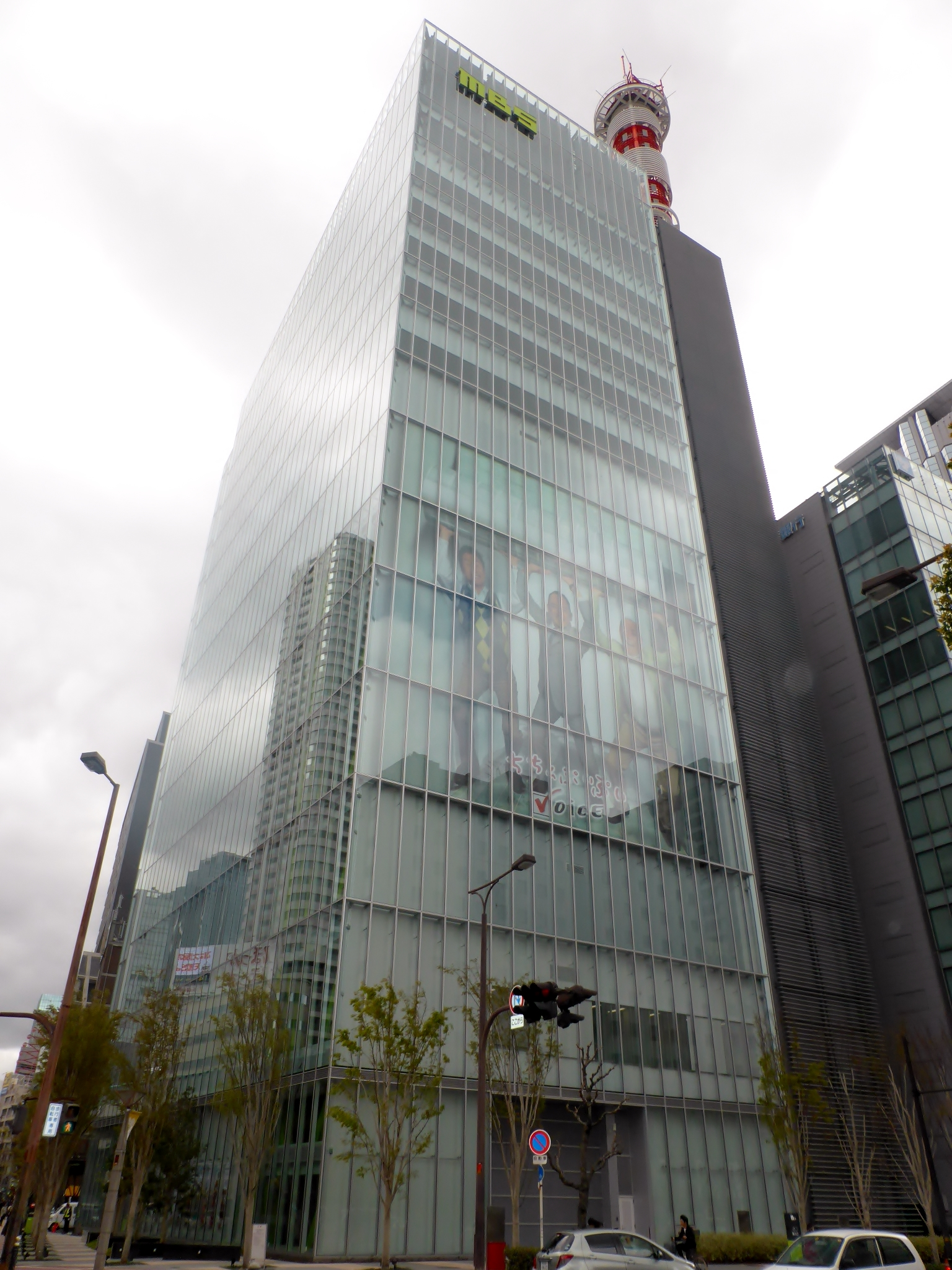
MBS (Телевизионная корпорация Майнити), район Кита, Осака
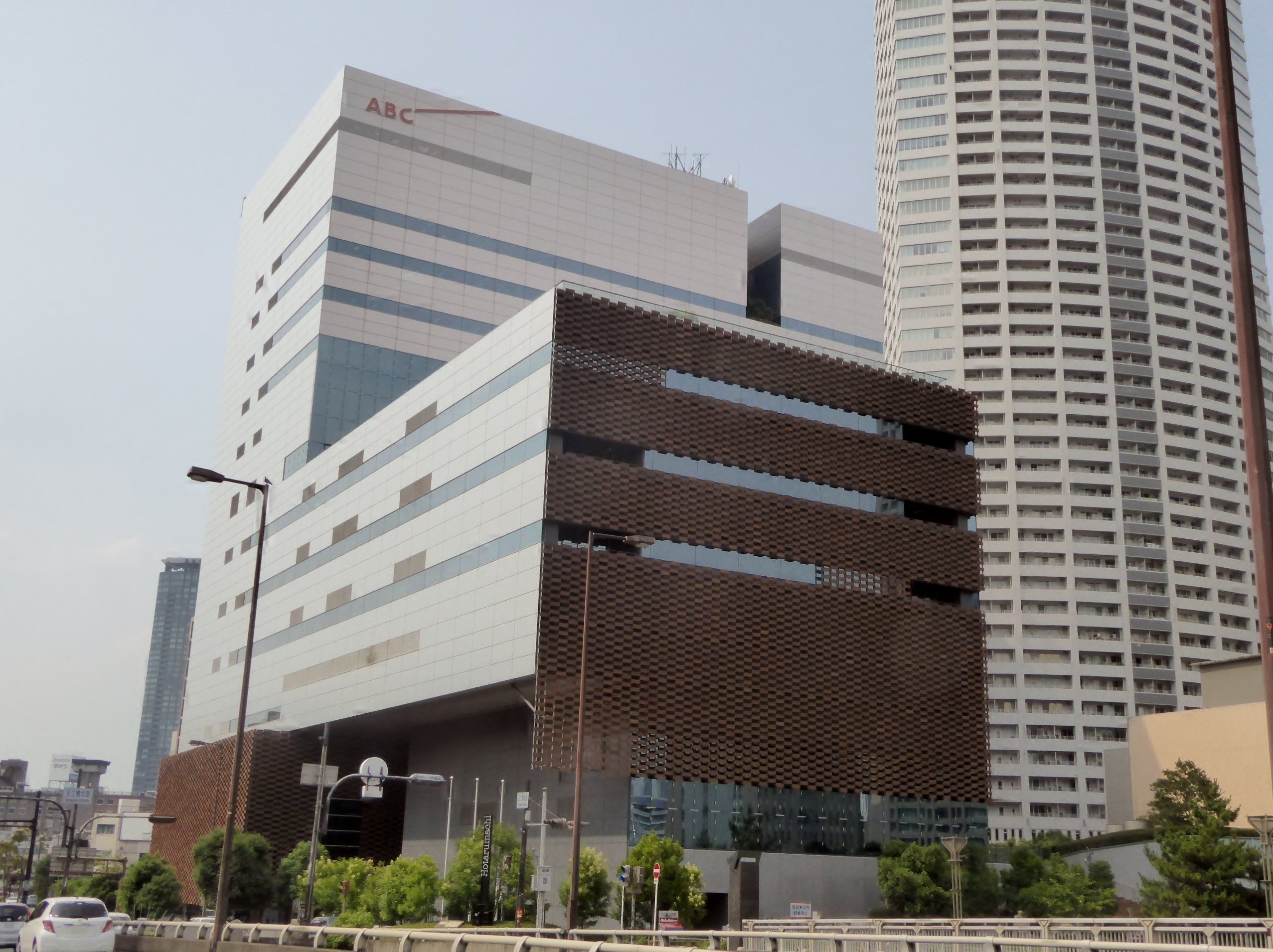
ABC (Телевизионная корпорация Асахи), район Фукусима, Осака
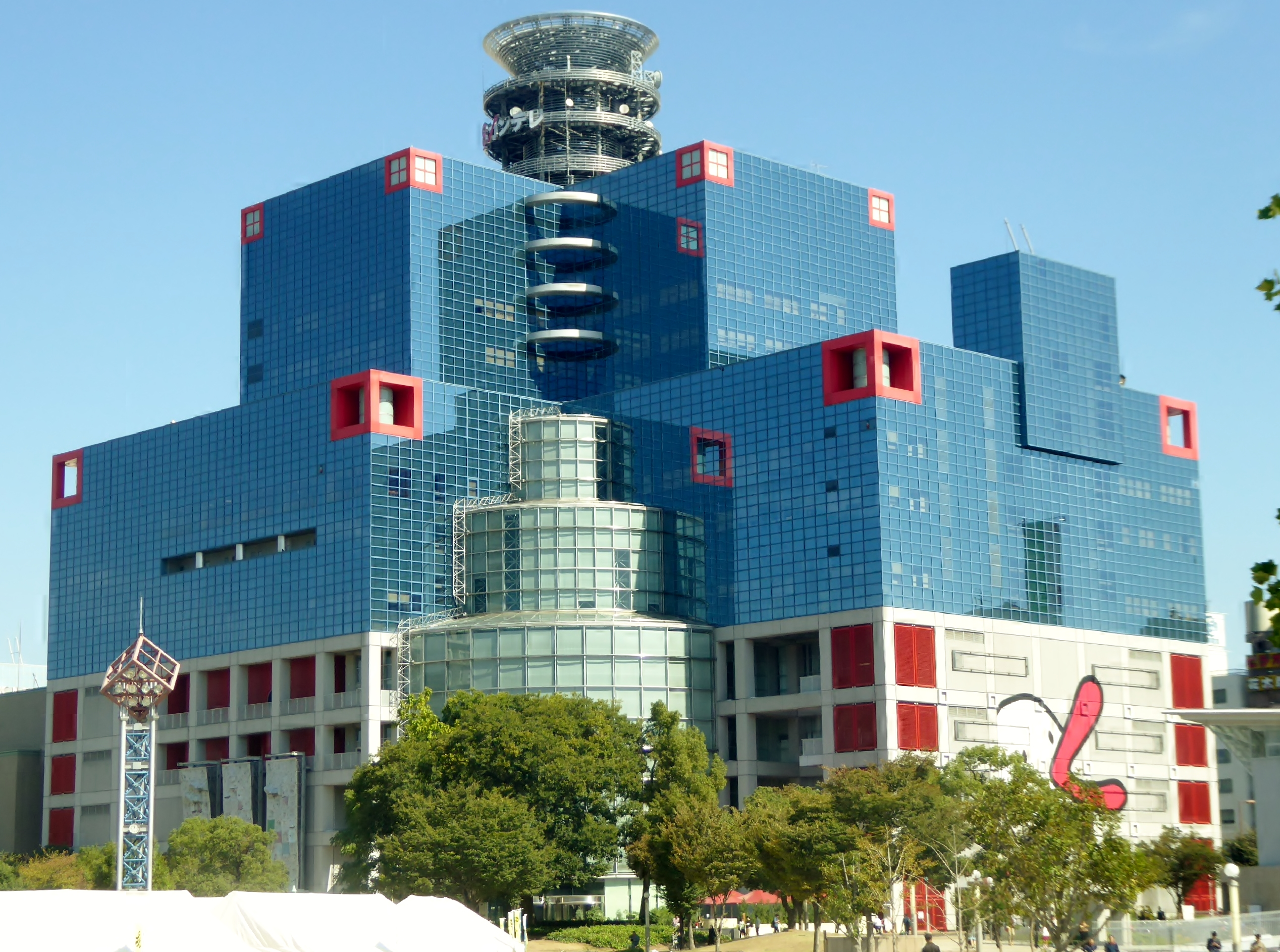
Телевизионная корпорация Кансай, район Кита, Осака
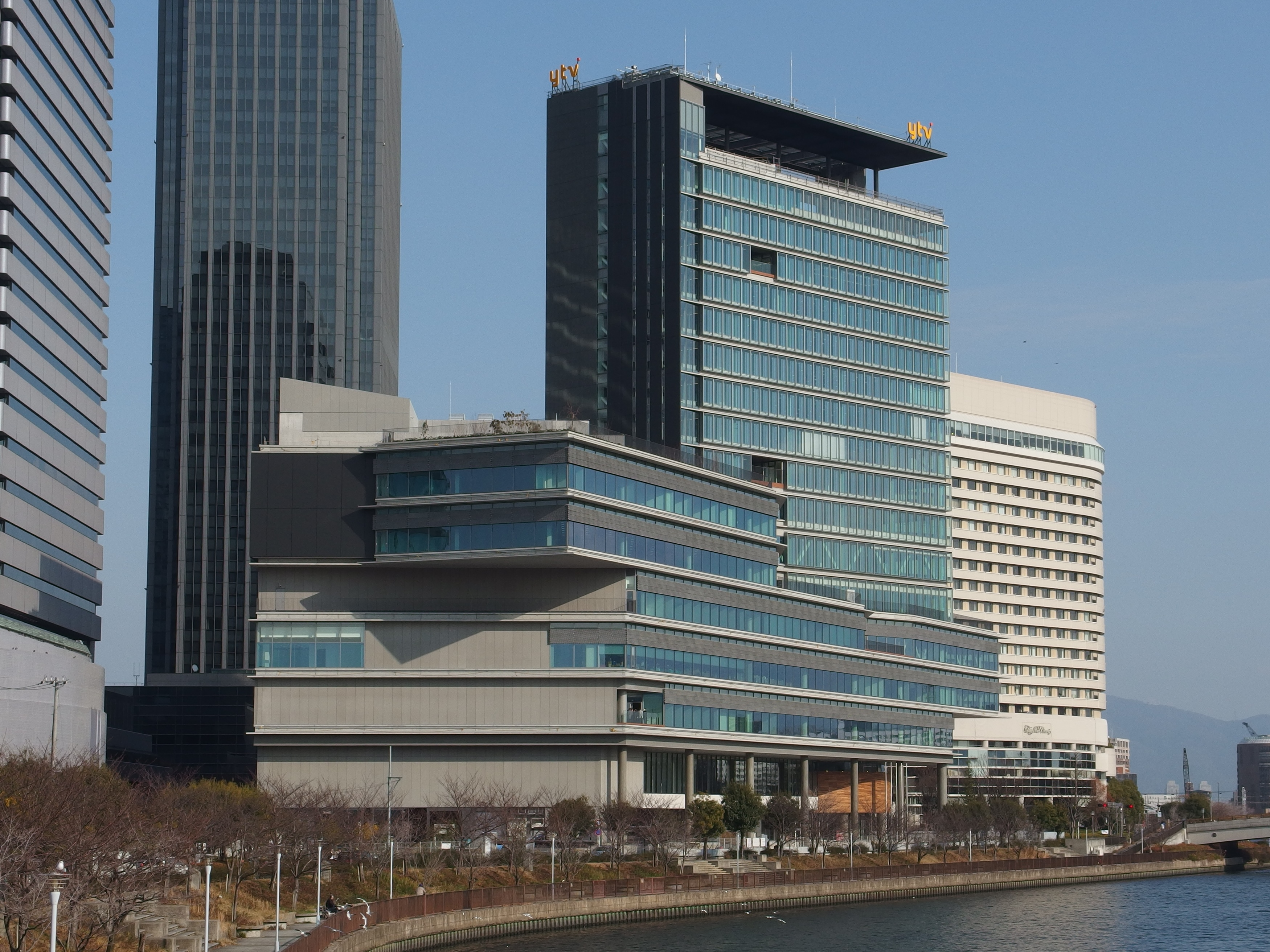
Телевизионная корпорация Ёмиури, район Тюо, Осака
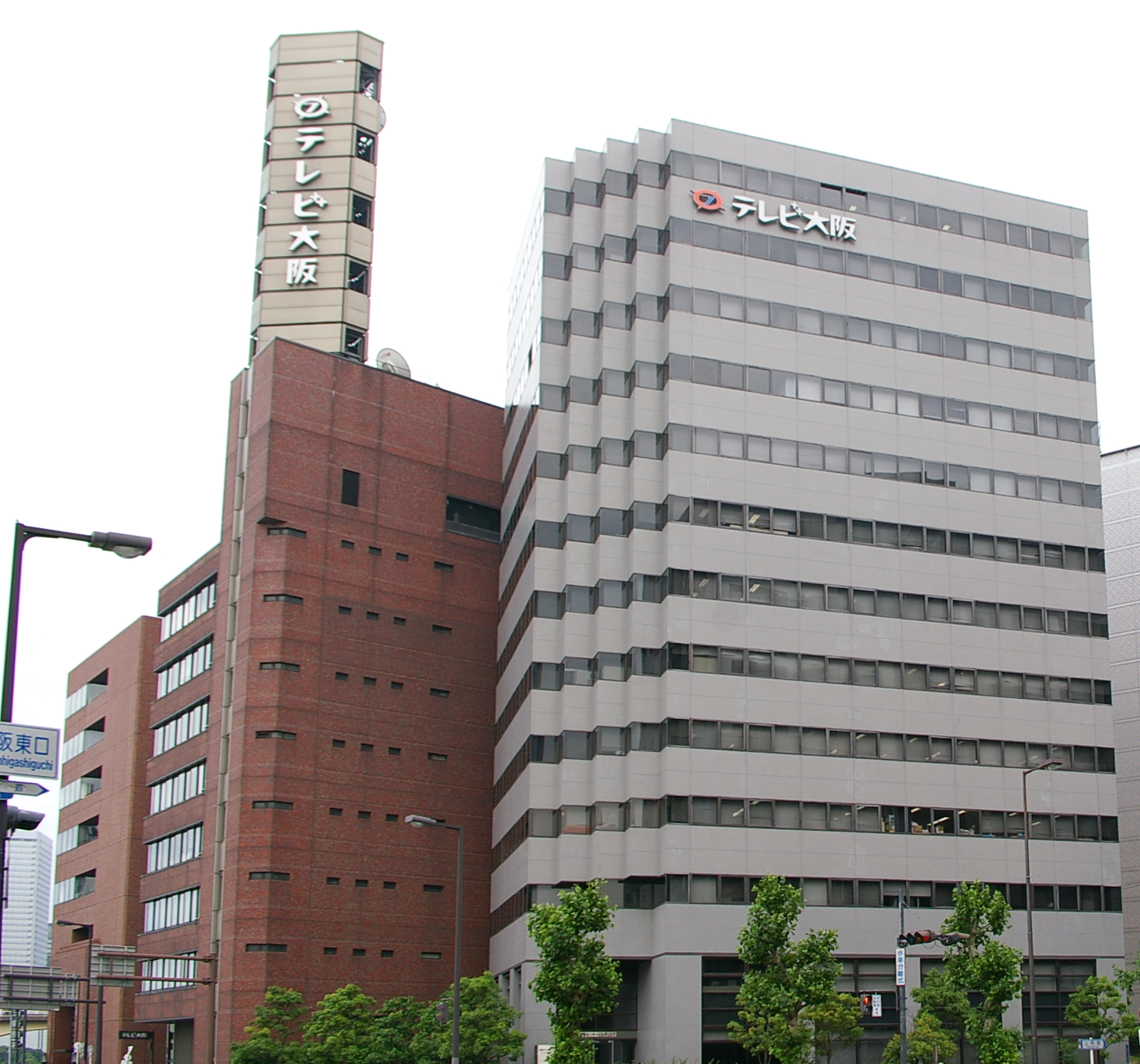
TV Osaka, район Тюо, Осака
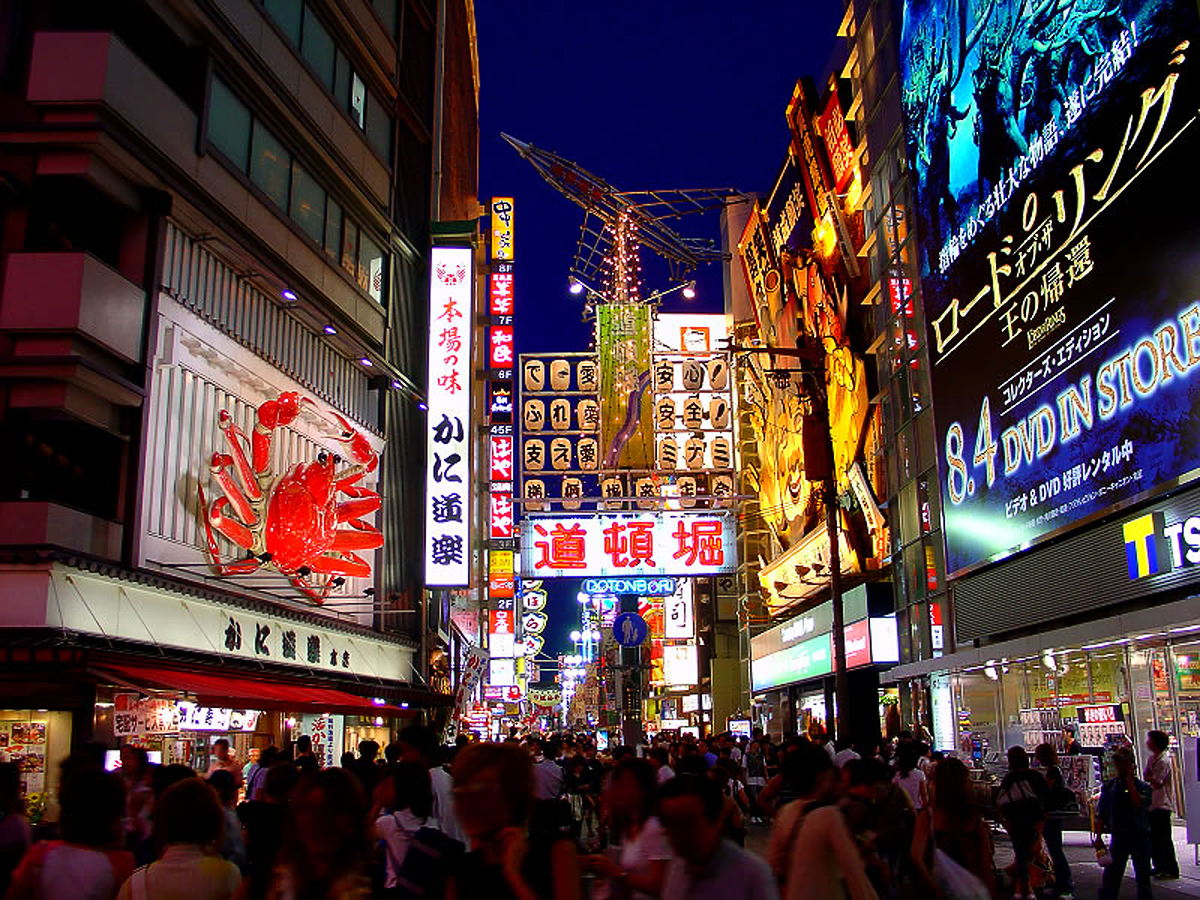
Дотомбори, Осака
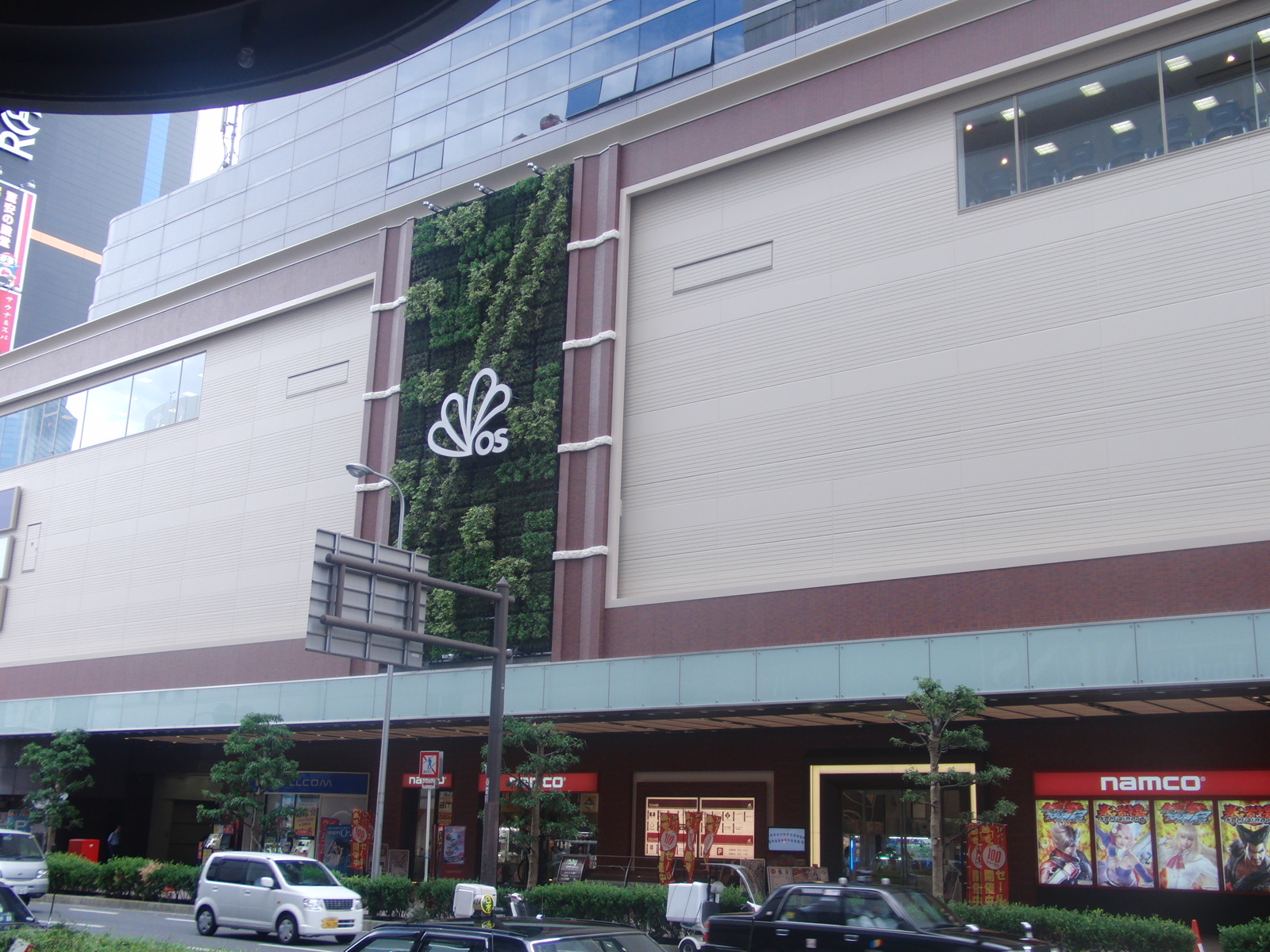
Namco Land Umeda, Умэда, Осака
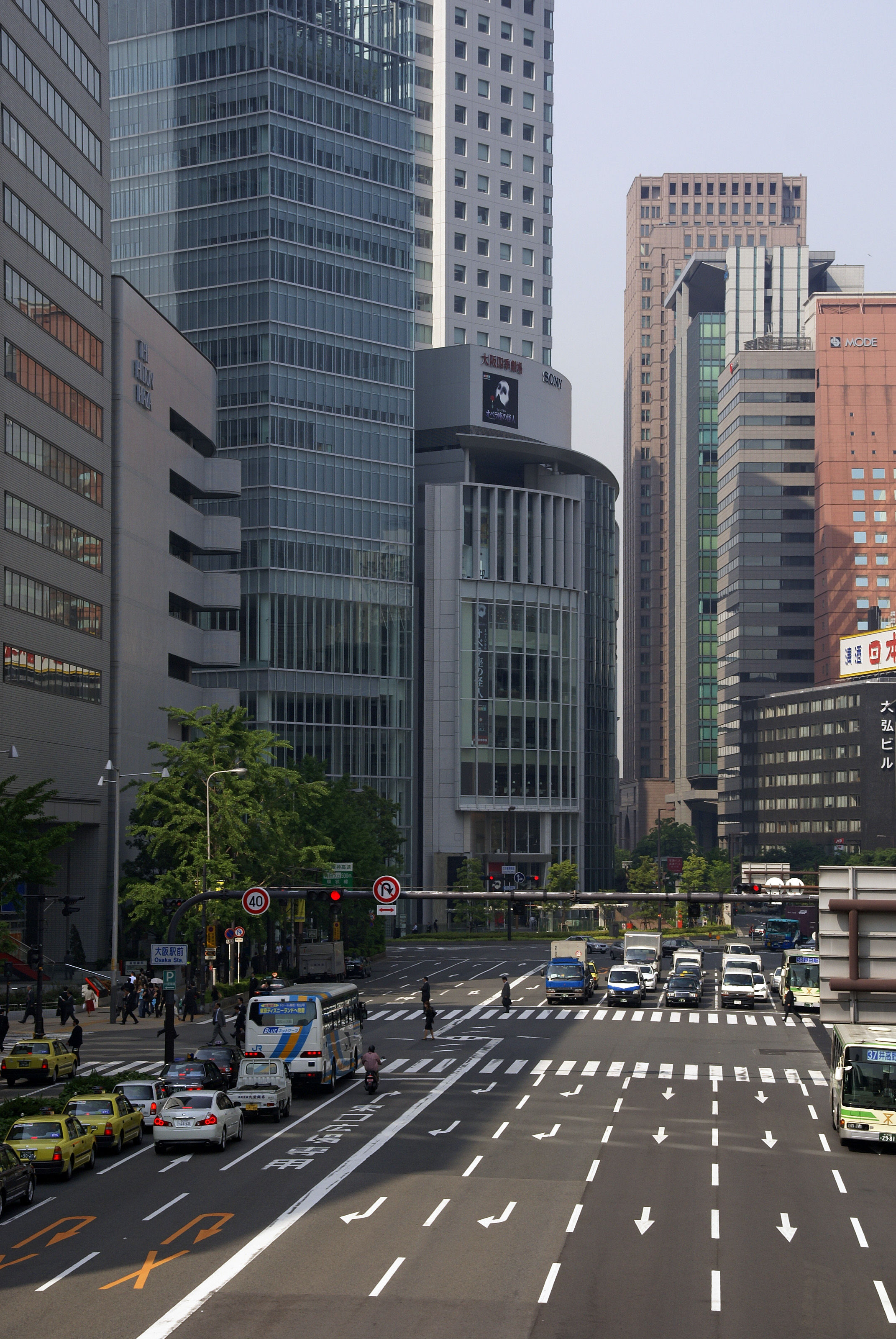
Железнодорожная станция Умэда, Осака
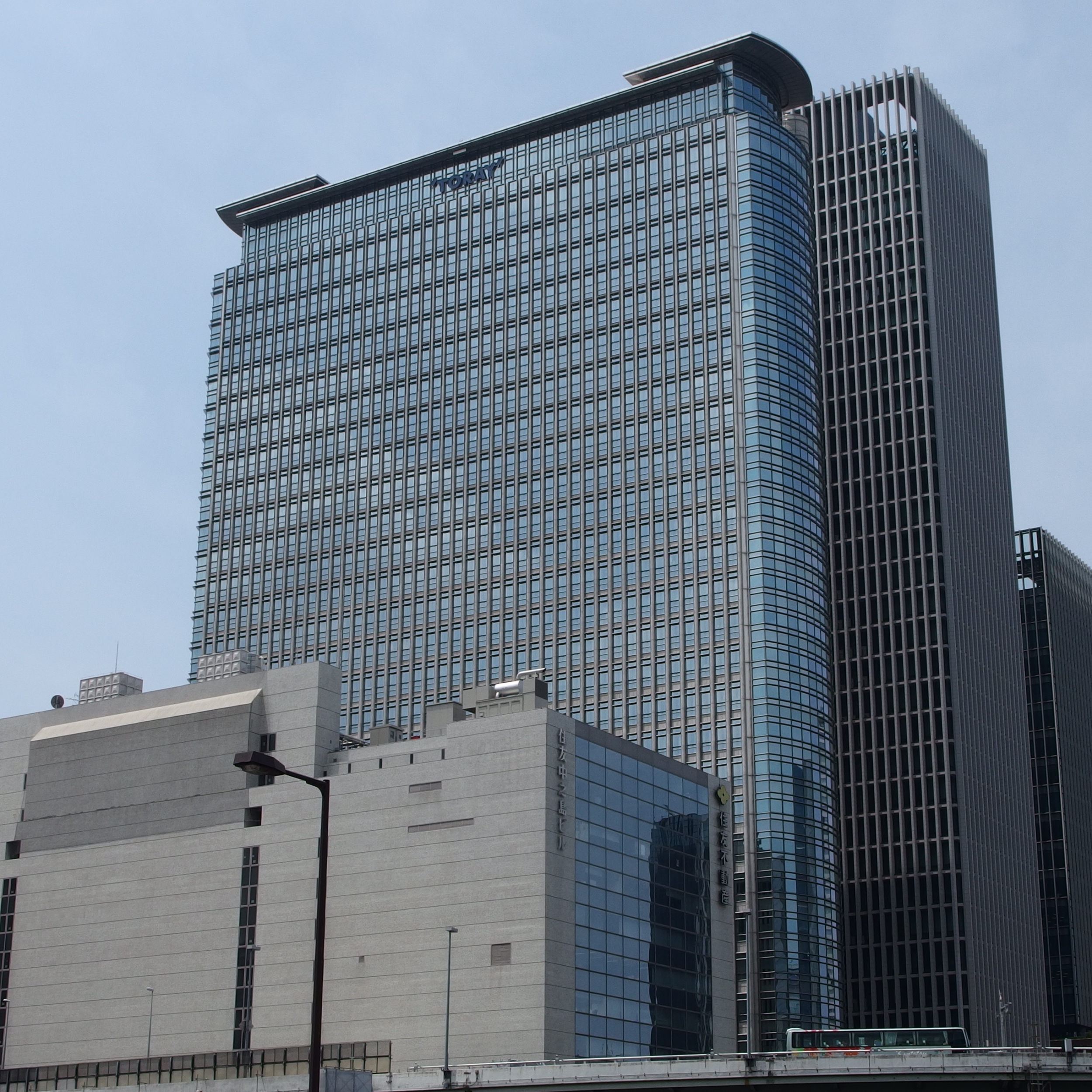
Здание Наканосима Мицуи, Наканосима, Осака
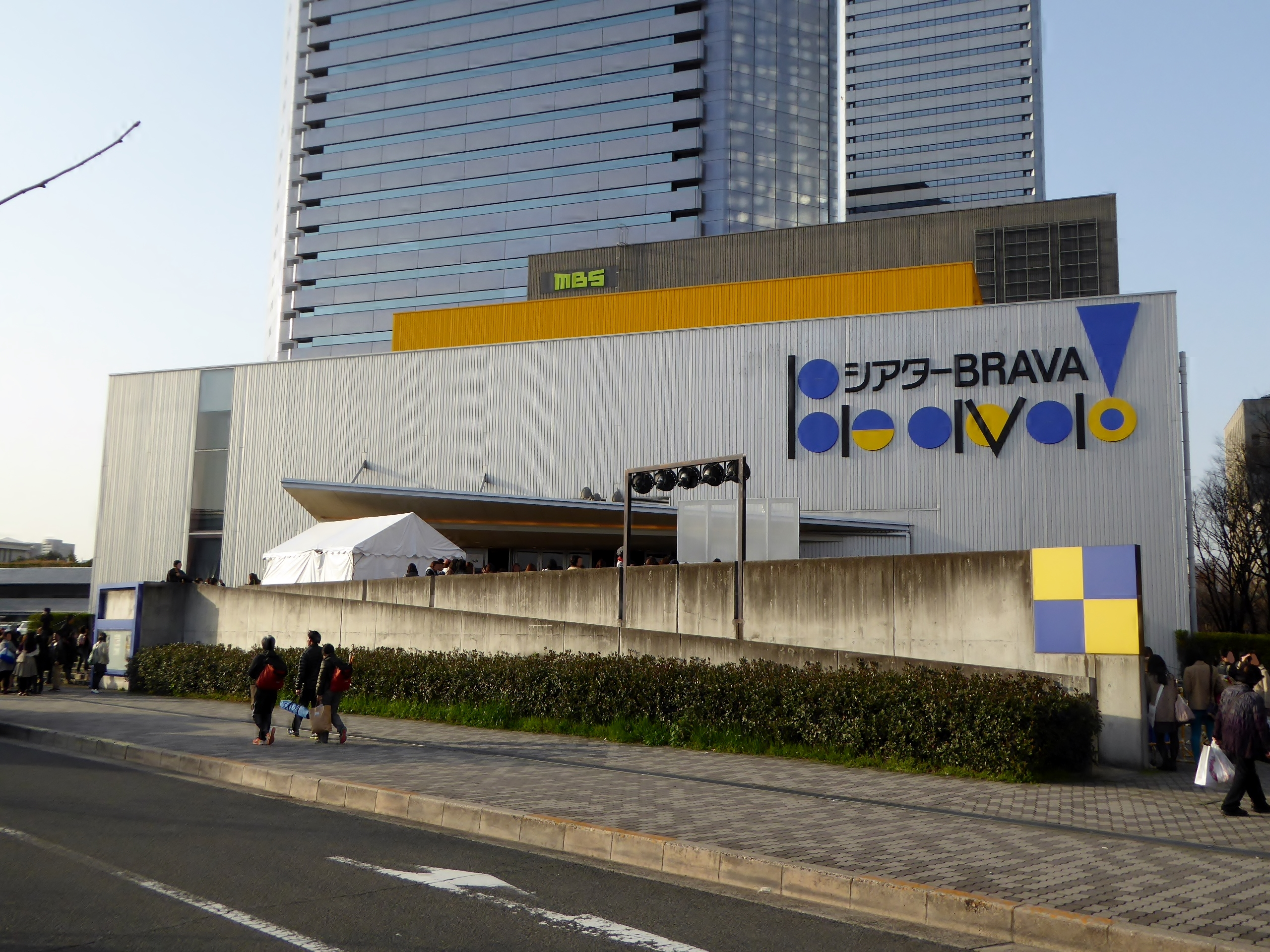
Театр BRAVA!, Осака
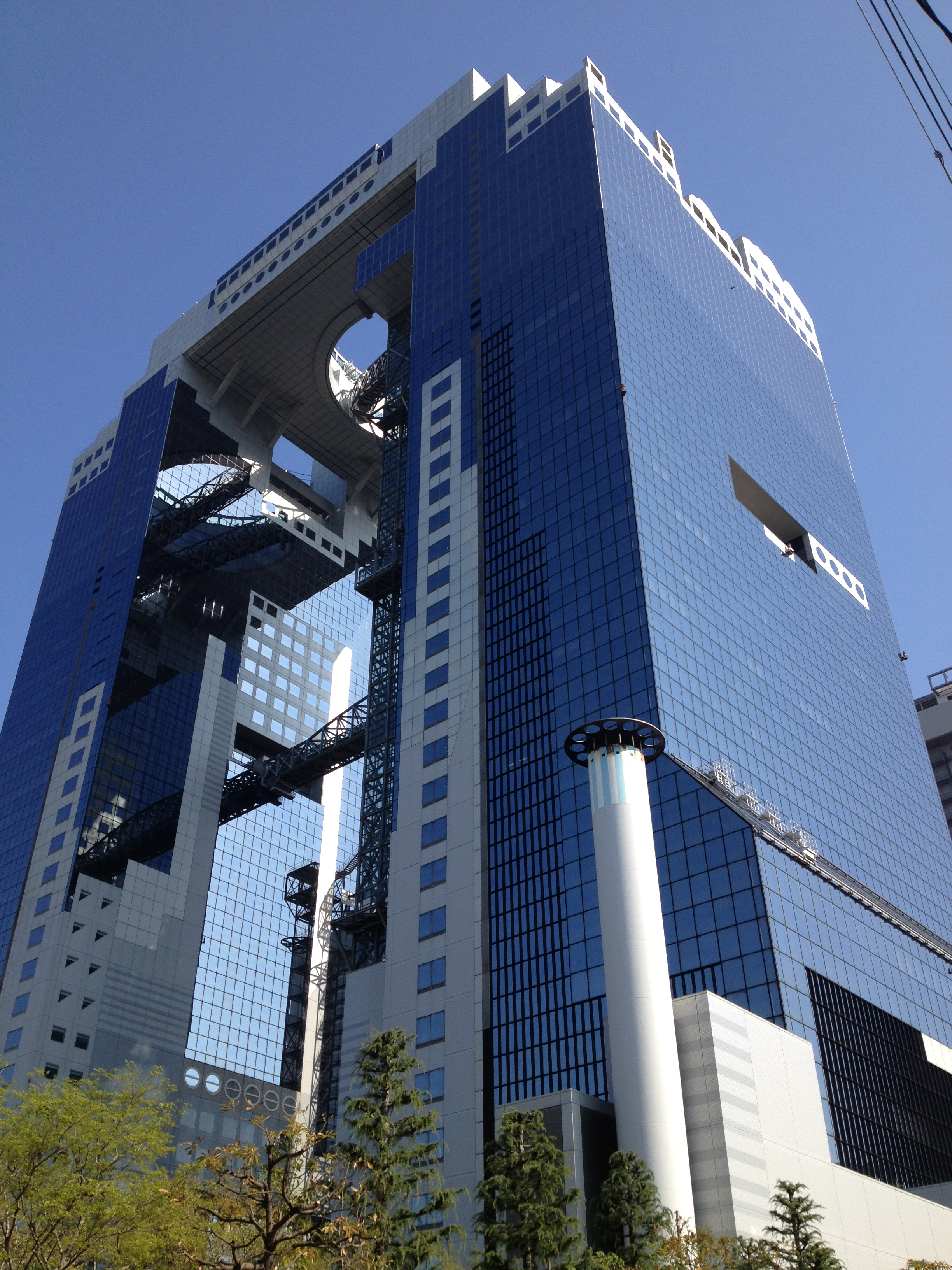
Umeda Sky Building, Осака
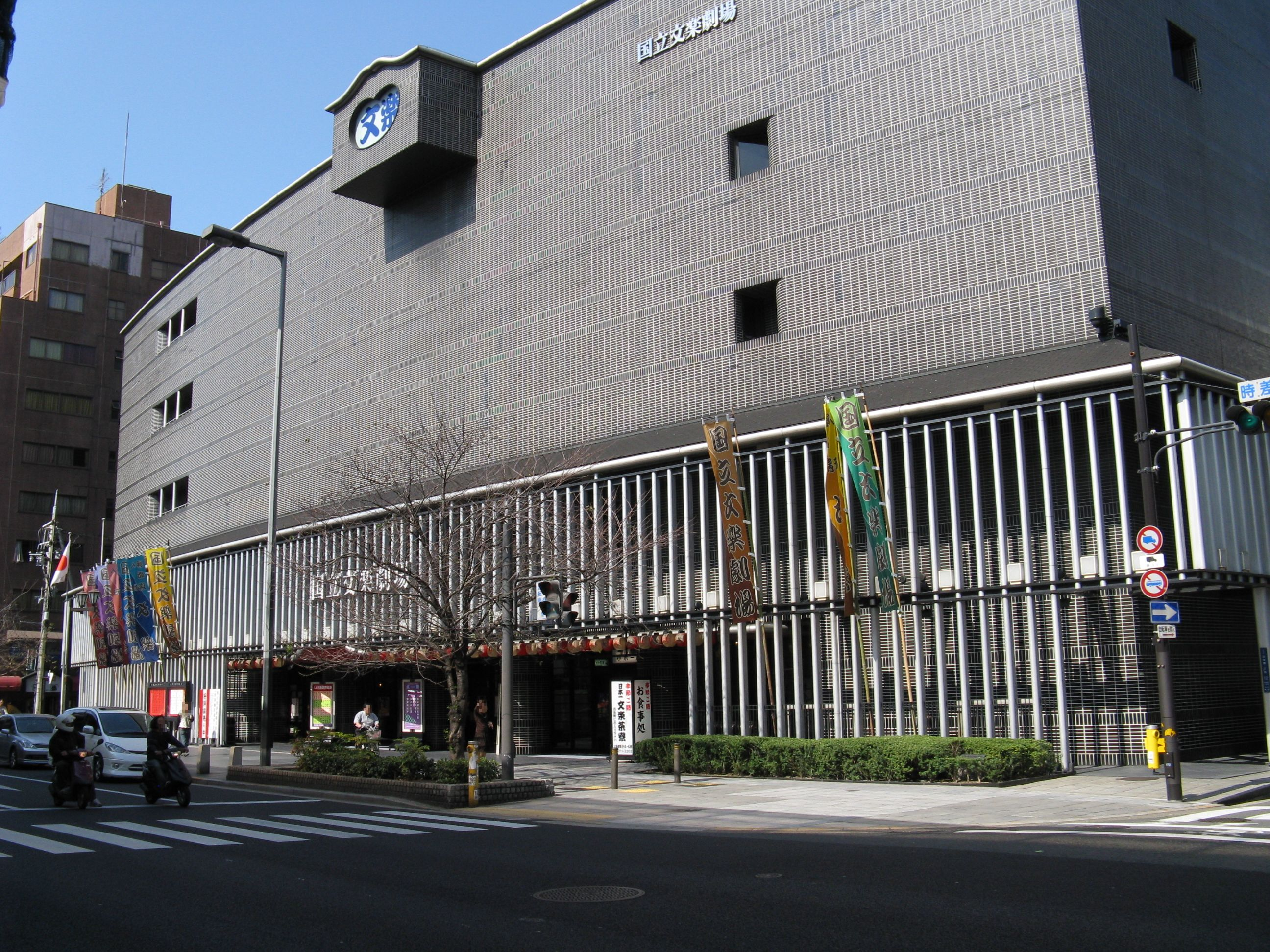
Национальный театр бунраку, Осака
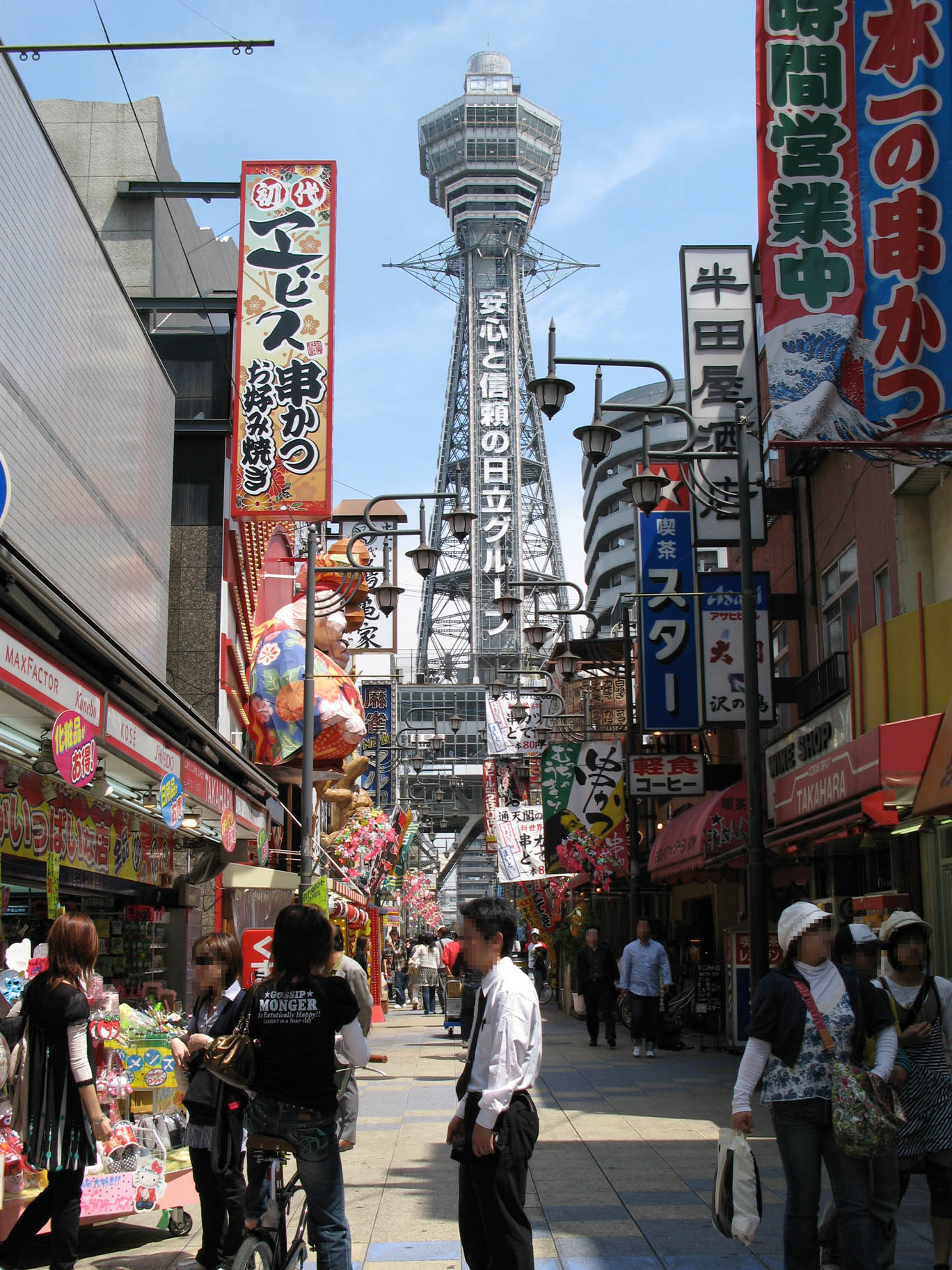
Вид на башню Цутэнкаку

## Города-побратимы
- Сан-Франциско, США;
- Сан-Паулу, Бразилия;
- Мельбурн, Австралия;
- Днепр, Украина (2022)
- Санкт-Петербург, Россия (1979);
- Милан, Италия;
- Чикаго, США (1973)[24];
- Гамбург, Германия;
- Шанхай, Китай;
- Палембанг, Индонезия.
- Куала-Лумпур, Малайзия